# Стрімчак-скеля Кам'яні ворота
Стрімча́к-ске́ля Кам'яні́ воро́та (Ка́рстовий міст) — геологічна пам'ятка природи місцевого значення в Україні. Розташована в межах Тячівського району Закарпатської області, на північ від села Мала Уголька. 
Площа 4 га. Статус надано згідно з рішенням Закарпатського облвиконкому від 18.11.1969 року № 414 (передано до складу Карпатського біосферного заповідника згідно з указом від 12.11.1968 року № 568). Перебуває у віданні Карпатського біосферного заповідника. 
Створена з метою збереження унікального скельного масиву, складеного світло-сірими пелітоморфними вапняками юрського періоду. В одній зі скель внаслідок процесів карстоутворення виникли два наскрізні проходи, заввишки 2,5—3,0 м і завширшки 5—10 м. 
Скелі розташовані серед букового пралісу, який є об'єктом Світової спадщини ЮНЕСКО. 
Входить до складу Карпатського біосферного заповідника.

## Легенда
Історики вважають, що 500 років тому тут було капище язичників. Місцеві мешканці ж вказують на сусідню гору Погарь, в цьому масиві, де воно до сих пір збереглося. За різними переказами, карстовий міст свого часу вразив послів російського царя, що проїжджали поруч – в одній легенді це Петро І, в іншій – Іван Грозний.